# Jean Arp
Jean Arp (Strasbourg, 16. rujna 1887. – Basel, 7. lipnja 1966.), francuski slikar, kipar i pjesnik. 

## Životopis
Glavna figura avangardnog slikarstva 20. st. Nakon studiranja na akademiji u Weimaru (Njemačka) odlazi u Pariz, gdje pohađa akademiju Julian 1908. godine. Godine 1909. upoznaje Paula Kleea u Švicarskoj, a 1912. godine posjećuje Kandinskog u Münchenu, te iste godine izlaže sa skupinom Der Blaue Reiter, a 1913. je bio glavni ekspresionistički slikar. Izdao je krokije figura povezane s Kleeovim radom u časopisu "Der Sturm". 
Vraća se u Pariz 1914. godine, povezuje se s Apollinareom i skupinom umjetnika u koju spada i Pablo Picasso. Nakon izložbe apstraktnih radova u Zürichu 1915. godine vraća se aranžiranju objekata slučajnim potezima.
Godine 1916. u Zürichu Arp je suosnivač pokreta dada. 
Piše poeziju i ilustrira dada publikacije. Početkom 1917. godine radi seriju apstraktnih drvoreza i polikromatskih reljefa. Godine 1918. sa svojom budućom suprugom umjetnicom Sophie Täuber radi velike kolaže geometrijskih isječaka najviše pod njezinim utjecajem.